# جولین (بازیگر پورنوگرافی)
جولین (انگلیسی: Julian؛ زاده ۱۲ اکتبر ۱۹۷۰) یک بازیگر پورنوگرافی اهل ایالات متحده آمریکا است. 